# Pasquale Anfossi
Bonifacio Domenico Pasquale Anfossi (ur. 5 kwietnia 1727 w Taggi, zm. w lutym 1797 w Rzymie) – kompozytor włoski, przedstawiciel późnego pokolenia szkoły neapolitańskiej w operze.

## Życiorys
W latach 1744–1752 uczył się w Conservatorio di S. Maria di Loreto w Neapolu, gdzie jego nauczycielami byli Francesco Durante, Antonio Sacchini i Niccolò Piccinni. Początkowo był skrzypkiem, dopiero później poświęcił się kompozycji. Jego opery zdobyły sobie popularność w całej Europie, za panowania Stanisława Augusta Poniatowskiego były wystawiane również w Warszawie. W 1780 roku wyjechał do Paryża. W latach 1782–1786 przebywał w Londynie, gdzie pełnił funkcję dyrektora King’s Theatre. Po powrocie do Włoch osiadł w Rzymie, w 1792 roku objął funkcję kapelmistrza w bazylice św. Jana na Lateranie.
Skomponował przeszło 70 oper, m.in. L’incognita perseguitata (wyst. Rzym 1773), La finta giardinera (wyst. Rzym 1774), Il geloso in cimento (wyst. Wiedeń 1774), La vera costanza (wyst. Rzym 1776), Il curioso indiscreto (wyst. Rzym 1777), I viaggiatori felici (wyst. Wenecja 1780), Il trionfo della costanza (wyst. Londyn 1782), Le gelosie fortunate (wyst. Wenecja 1786), Zenobia di Palmira (wyst. Wenecja 1790). Pisał również oratoria, msze, psalmy i utwory instrumentalne.